# Memorial
Memorial – siódma studyjna płyta portugalskiej grupy muzycznej Moonspell. Ukazała się 24 kwietnia 2006 roku. Wydawnictwo uzyskało status złotej płyty w Portugalii sprzedając się w nakładzie 10 000 egzemplarzy. Nagrania dotarły do 1. miejsca portugalskiej listy sprzedaży.

## Lista utworów
Opracowano na podstawie materiału źródłowego.
1. "In Memoriam" – 1:25
2. "Finisterra" – 4:08
3. "Memento Mori" – 4:27
4. "Sons of Earth" – 1:51
5. "Blood Tells" – 4:08
6. "Upon the Blood of Men" – 4:55
7. "At the Image of Pain" – 4:21
8. "Sanguine" – 5:50
9. "Proliferation" – 2:39
10. "Once it was Ours!" – 4:53
11. "Mare Nostrum" – 1:56
12. "Luna" – 4:42
13. "Best Forgotten" – 6:48

## Twórcy
Opracowano na podstawie materiału źródłowego.
| - Fernando Ribeiro – wokal prowadzący, słowa - Pedro Paixão – keyboard, gitara - Ricardo Amorim – keyboard, gitara - Mike Gaspar – perkusja - Raimund Gitsels – skrzypce - Jiří "Big Boss" Walter – gościnnie wokal - Birgit Zacher – gościnnie wokal | - Waldemar Sorychta – gitara basowa, inżynieria dźwięku, produkcja muzyczna, miksowanie - Dennis Koehne – asystent inżyniera dźwięku - Siggi Bemm – asystent inżyniera dźwięku - Paulo Moreira – zdjęcia - Wojtek Blasiak – oprawa graficzna - Adriano Esteves – okładka, oprawa graficzna |